# Maluwajor
Maluwajor – gaun wikas samiti w środkowej części Nepalu w strefie Dźanakpur w dystrykcie Ramechhap. Według nepalskiego spisu powszechnego z 2001 roku liczył on 631 gospodarstw domowych i 3556 mieszkańców (1870 kobiet i 1686 mężczyzn).